# Kevin Csoboth
Kevin Csoboth (ur. 20 czerwca 2000 w Peczu) – węgierski piłkarz grający na pozycji napastnika w węgierskim klubie Újpest FC oraz reprezentacji Węgier. Uczestnik Mistrzostw Europy 2024.